# جیمی کوکسون
جیمی کوکسون (انگلیسی: Jimmy Cookson; ۶ دسامبر ۱۹۰۴ – 14th December 1970 (aged 66)) بازیکن فوتبال اهل بریتانیا بود.
از باشگاه‌هایی که در آن بازی کرده‌است می‌توان به باشگاه فوتبال وست برومویچ آلبیون، باشگاه فوتبال سوئیندون تاون، باشگاه فوتبال چسترفیلد، باشگاه فوتبال منچستر سیتی، و باشگاه فوتبال پلیموث آرگیل اشاره کرد.